# Shirō Azumi
Shirō Azumi (jap. 安積 四郎 Azumi Shirō) – japoński piłkarz, reprezentant kraju.

## Kariera klubowa
Jako piłkarz grał w klubie Osaka SC.

## Kariera reprezentacyjna
W reprezentacji Japonii zadebiutował 23 maja 1923 w meczu przeciwko reprezentacji Filipin. W reprezentacji Japonii występował w latach 1923–1925. W sumie w reprezentacji wystąpił w 3 spotkaniach.

## Statystyki
| Reprezentacja Japonii | Reprezentacja Japonii | Reprezentacja Japonii |
| Rok                   | Mecze                 | Gole                  |
| --------------------- | --------------------- | --------------------- |
| 1923                  | 2                     | 0                     |
| 1924                  | 0                     | 0                     |
| 1925                  | 1                     | 0                     |
| Razem                 | 3                     | 0                     |